# Clio (Iowa)
Clio é uma cidade localizada no estado americano de Iowa, no Condado de Wayne.

## Demografia
Segundo o censo americano de 2000, a sua população era de 91 habitantes.
Em 2006, foi estimada uma população de 82, um decréscimo de 9 (-9.9%).

## Geografia
De acordo com o United States Census Bureau tem uma área de
1,9 km², dos quais 1,9 km² cobertos por terra e 0,0 km² cobertos por água. Clio localiza-se a aproximadamente 339 m acima do nível do mar.

## Localidades na vizinhança
O diagrama seguinte representa as localidades num raio de 16 km ao redor de Clio.